# Francois Botha
Francois „Frans“ Botha (* 28. September 1968 in Witbank) ist ein ehemaliger südafrikanischer Boxer und K-1-Sportler. 

## Karriere

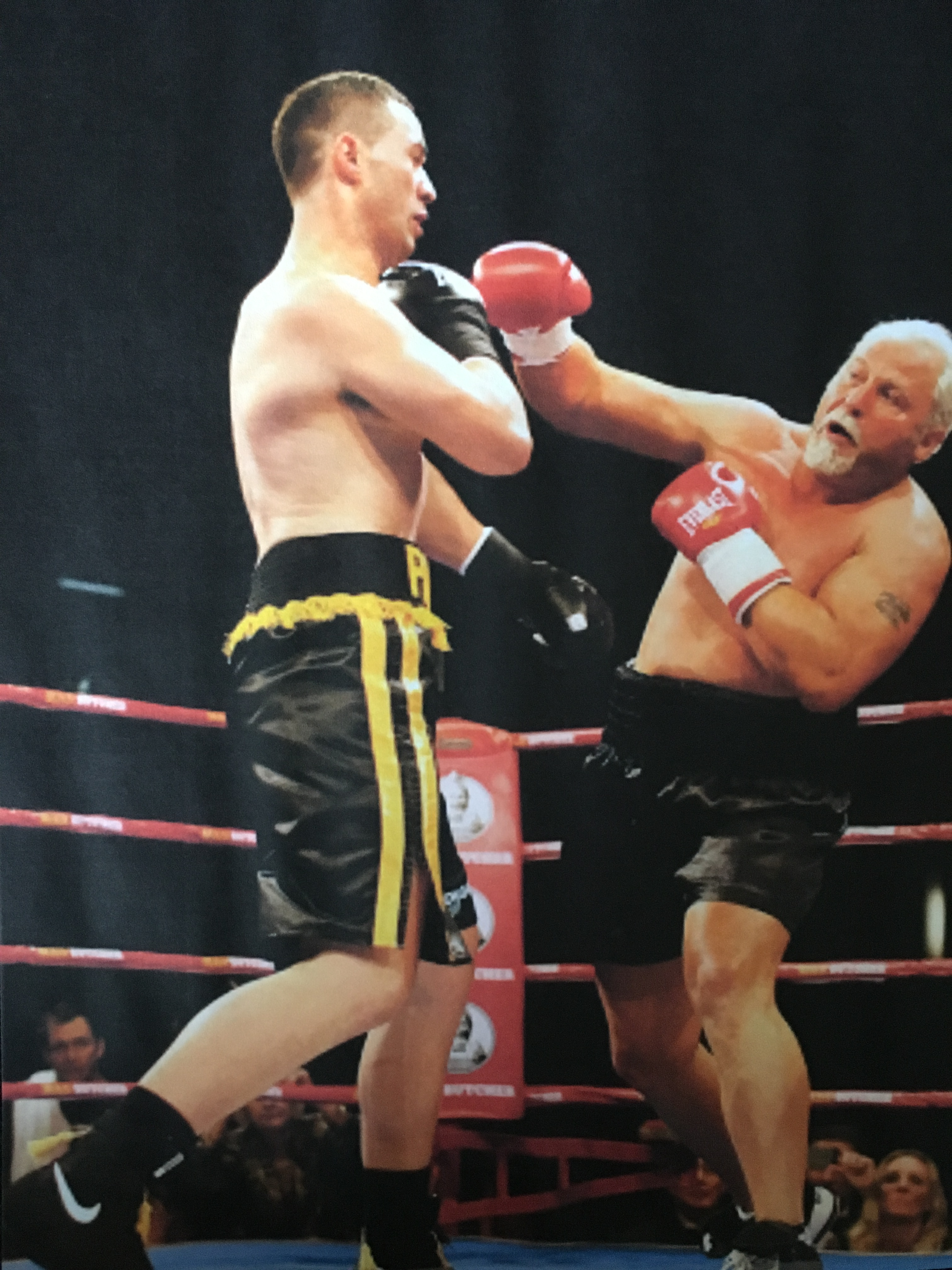
Francois Botha rechts

Botha begann mit dem Profiboxsport 1990 und gewann 35 Kämpfe in Folge, worauf er vom Verband IBF auf Rang 1 der Herausforderer geführt wurde. Da George Foreman einen vorgeschriebenen Rückkampf gegen Axel Schulz ablehnte, den er in einer Titelverteidigung nur knapp und umstritten nach Punkten besiegt hatte, wurde ihm der IBF-Weltmeistertitel entzogen und damit besitzlos (vakant). Daraufhin wurden Botha und Schulz (IBF #2) für den Kampf um den Gürtel nominiert und trafen am 9. Dezember 1995 in Stuttgart aufeinander, wobei Botha zum Sieger nach Punkten erklärt wurde. Nach dem Kampf wurde bei Botha ein positiver Anabolika-Test durchgeführt, wobei dieser seine Unschuld beteuerte. Die IBF verhängte daraufhin eine Geldstrafe gegen Botha und ordnete einen Rückkampf an, wobei es zu einem Protest aus dem Lager von Michael Moorer kam, dem im Vorfeld ein Titelkampf gegen den Gewinner aus dieser Begegnung zugesagt worden war. Daraufhin änderte die IDF ihre Entscheidung und ordnete einen Kampf zwischen Botha und Moorer an. Nach einem Protest von Schulz und dessen Promoter vor einem US-Bundesgericht wurde die Disqualifikation Bothas angeordnet und der Kampf als Wertungslos beurteilt (No Contest). Das Gericht urteilte, dass die IBF gegen ihr eigenes Regelwerk verstoße, wenn sie Botha als Champion anerkenne oder weiter führe. Die Berufung Bothas dagegen wurde abgewiesen.
Michael Moorer besiegte dann im Juni 1996 Axel Schulz beim Kampf um den vakanten IBF-Titel und bestritt seine erste Titelverteidigung am 9. November 1996 in Las Vegas gegen den immer noch als Pflichtherausforderer geführten Francois Botha. Botha verlor den Kampf nach Punkten im Rückstand durch technischen KO in der zwölften Runde. Nach vier folgenden Siegen boxte er am 16. Januar 1999 gegen Mike Tyson und verlor nach Punkten führend durch KO in der fünften Runde. Im August 1999 erreichte er ein Unentschieden gegen Shannon Briggs.
Am 15. Juli 2000 konnte er in London gegen den IBF- und WBC-Weltmeister Lennox Lewis antreten, verlor jedoch durch TKO in Runde 2. Nach vier folgenden Siegen boxte er am 16. März 2002 in Stuttgart um den WBO-Weltmeistertitel, verlor jedoch gegen den Titelträger Wladimir Klitschko durch TKO in Runde 8. Sein nächster Kampf gegen Clifford Etienne endete unentschieden.
Nach drei Siegen, im letzten davon gegen Timo Hoffmann, erreichte er im Oktober 2009 ein weiteres Unentschieden gegen Pedro Carrión. Zudem verlor er am 10. April 2010 durch TKO in Runde 8 gegen Evander Holyfield.
Ab 2011 trat er als Aufbaugegner in Erscheinung und verlor Kämpfe gegen Michael Grant, Carlos Takam, Francesco Pianeta, Sonny Bill Williams, Joseph Parker und Andrzej Wawrzyk.
Simultan zu seiner Boxkarriere bestritt er auch als Kickboxer Kämpfe bei K-1, wobei ihm Siege gegen Jérôme Le Banner, Peter Aerts und Kaoklai Kaennorsing gelangen, und versuchte sich in einem MMA-Kampf, den er durch Aufgabe verlor.

## Nach dem Boxen
Nach seiner Wettkampfkarriere wurde Botha Boxtrainer sowie Promoter und ist Inhaber des Fitness- und Boxstudios White Buffalo in Umhlanga, Südafrika.